# Öhringen
Öhringen is een gemeente in de Duitse deelstaat Baden-Württemberg, gelegen in het Hohenlohekreis. De stad telt 24.925 inwoners.

## Geografie
Öhringen heeft een oppervlakte van 67,79 km² en ligt in het zuidwesten van Duitsland.

## Plaatsen in de gemeente Öhringen
- Baumerlenbach
- Büttelbronn, met Ober- und Untermaßholderbach
- Cappel
- Eckartsweiler, met Platzhof, Untersöllbach, Weinsbach
- Michelbach am Wald
- Möglingen
- Ohrnberg, met Buchhof, Heuholzhöfe, Neuenberg, Ruckhardshausen
- Schwöllbronn, met Unterohrn
- Verrenberg

## Geboren in Öhringen
- Reinhold Würth (1935), industrieel en kunstverzamelaar

Bretzfeld ·
Dörzbach ·
Forchtenberg ·
Ingelfingen ·
Krautheim ·
Künzelsau ·
Kupferzell ·
Mulfingen ·
Neuenstein ·
Niedernhall ·
Öhringen ·
Pfedelbach ·
Schöntal ·
Waldenburg ·
Weißbach ·
Zweiflingen